# Idala, Lunds kommun
Idala är en tidigare tätort i Lunds kommun i Skåne län, belägen direkt söder om Veberöd nära Romeleåsen. Vid 2015 års tätortsavgränsning hade bebyggelsen vuxit samman med Veberöds tätort.
Öster om orten flyter Skogsmöllebäcken. Idala ligger nära gränsen till Sjöbo kommun. På andra sidan kommungränsen ligger några likartade områden, men med starkare inslag av fritidshusbebyggelse som Hemmestorps fure.

## Befolkningsutveckling
| Befolkningsutvecklingen i Idala 1980–2010           | Befolkningsutvecklingen i Idala 1980–2010 | Befolkningsutvecklingen i Idala 1980–2010 | Befolkningsutvecklingen i Idala 1980–2010 | Befolkningsutvecklingen i Idala 1980–2010 |
| --------------------------------------------------- | ----------------------------------------- | ----------------------------------------- | ----------------------------------------- | ----------------------------------------- |
|                                                     |                                           |                                           |                                           |                                           |
| År                                                  |                                           |                                           | Folkmängd                                 | Areal (ha)                                |
| 1980                                                | 1980                                      |                                           | 367                                       |                                           |
| 1990                                                | 1990                                      |                                           | 668                                       | 85                                        |
| 1995                                                | 1995                                      |                                           | 709                                       | 86                                        |
| 2000                                                | 2000                                      |                                           | 712                                       | 86                                        |
| 2005                                                | 2005                                      |                                           | 739                                       | 86                                        |
| 2010                                                | 2010                                      |                                           | 738                                       | 85                                        |
| Anm.: Ny tätort 1980. Sammanvuxen med Veberöd 2015. |                                           |                                           |                                           |                                           |

## Samhället
Idala är främst en bostadsort med prägel av (f.d.) fritidshusområde. Gatorna i Idala har fått namn efter träd och växter.